# Croati del Burgenland

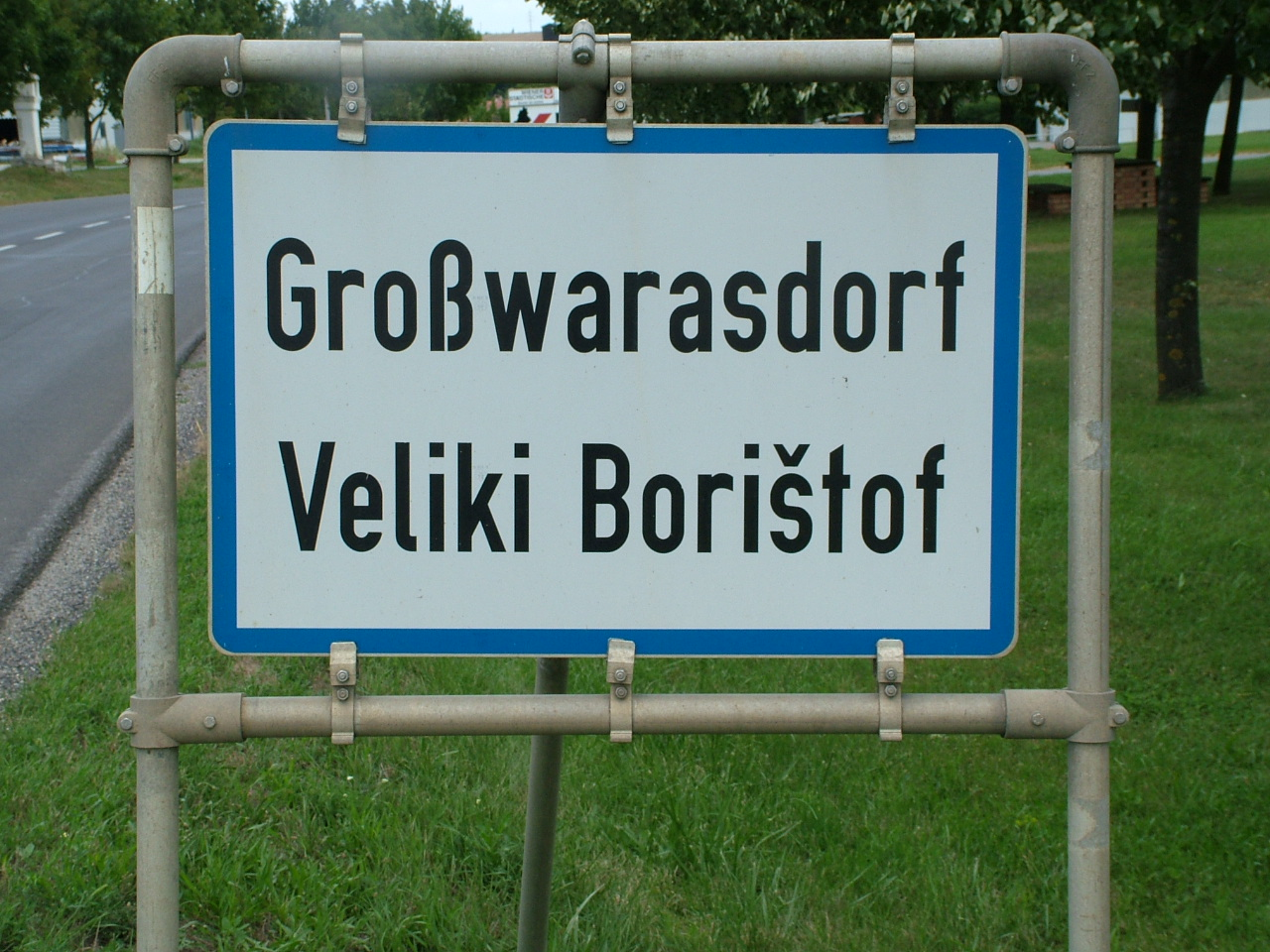
Cartello bilingue all'entrata di Großwarasdorf/Veliki Borištof

I Croati del Burgenland (Gradišćanski Hrvati; in tedesco: Burgenlandkroaten) costituiscono una comunità di lingua croata stanziata dal XVI secolo nella zona di confine tra Austria e Ungheria, nota dal 1919 col nome di Burgenland. La lingua parlata dai croati del Burgenland è una varietà autonoma e standardizzata della lingua croata, chiamata croato del Burgenland (gradišćanskohrvatski jezik).
I croati del Burgenland sono i discendenti delle popolazioni originarie dell'antica Frontiera Militare e fuggite dalla Croazia durante le guerre coi turchi, che vennero insediate nella parte occidentale del Regno d'Ungheria. In seguito alle rettifiche di confine sancite dal Trattato del Trianon in seguito alla prima guerra mondiale, il Gradišće - nome di tale regione secondo la parlata croata locale - è oggi situato per la massima parte nel Burgenland austriaco e per una parte minore nelle contee ungheresi di Győr-Moson-Sopron, Vas e Zala. Vengono pure compresi sotto la medesima etichetta di "croati del Burgenland" le piccole minoranze croate della Slovacchia sudoccidentale (nei pressi di Bratislava), in quanto fino alla dissoluzione dell'Impero austro-ungarico anche questi gruppi sono stati strettamente legati dal punto di vista storico e culturale al resto dei croati del Gradišće e ne condividono il particolare idioma.
Secondo l'ultimo censimento austriaco del 2001 risultavano residenti nel Burgenland 16.283 croati del Burgenland, pari al 5,8% della popolazione del Land austriaco. Secondo le stime dei rappresentanti dei croati del Burgenland l'insieme dei locutori in Austria, Ungheria e Slovacchia, così come nella diaspora, ammonterebbe a circa 55.000 individui.

## Storia
Lo stanziamento della popolazione croata nel Burgenland risale al XVI secolo (la prima menzione storica è del 1577 e riguarda il paese di Stinatz), quando circa 100.000 croati furono chiamati dai conti Erdődy e Batthyány a ripopolare i loro feudi devastati dalla ritirata dell'esercito ottomano. A fronte del trapiantamento di centinaia di famiglie dell'entroterra croato nel cuore dell'Europa, le terre da questi abbandonate al confine con l'impero ottomano vennero ripopolate dall'amministrazione militare austriaca con dei valacchi in fuga dai turchi.
Fu così che i croati del Burgenland persero gradualmente i contatti con la propria antica patria. Solo verso la fine del XIX secolo, spinti dal rinascimento culturale di molti popoli dell'Impero e dalle moderne possibilità di comunicazione, molti croati del Burgenland iniziarono ad interessarsi alle proprie origini, in questo spronati dal clero locale. Dal punto di vista dell'amministrazione centrale ungherese tale vivacità culturale venne tuttavia repressa in quanto possibile fonte di panslavismo.
Nel 1910 i croati del Burgenland disponevano in 110 località di oltre 60 scuole cattoliche croate e di circa 150 sacerdoti. Se fino al 1907 la legislazione scolastica aveva permesso l'uso della lingua croata in tutti i campi, le leggi del conte Apponyi stabilirono invece la lingua ungherese come lingua obbligatoria in tutte le scuole pubbliche.
Dopo gli aggiustamenti territoriali susseguenti alla prima guerra mondiale (creazione del Burgenland austriaco con pezzi dei comitati di Moson, Sopron e Vas), i croati dell'Ungheria occidentale divennero in massima parte cittadini austriaci, mentre una piccola parte di loro (quelli della zona di Sopron) ebbe la possibilità di esprimersi in un referendum sul passaggio o meno alla Repubblica Austriaca. In questo frangente, i contadini votarono in massa per una permanenza in Ungheria, mentre i negozianti e piccoli imprenditori si espressero a favore di una riunione con l'Austria, alla quale erano già da tempo legati da vincoli commerciali.

## Toponimi
| toponimo tedesco          | toponimo croato        | distretto                        |
| ------------------------- | ---------------------- | -------------------------------- |
| Antau                     | Otava                  | Mattersburg                      |
| Baumgarten                | Pajngrt                | Mattersburg                      |
| Draßburg                  | Rasporak               | Mattersburg                      |
| Frankenau-Unterpullendorf | Frakanava-Dolnja Pulja | Oberpullendorf                   |
| Großwarasdorf             | Veliki Borištof        | Oberpullendorf                   |
| Güttenbach                | Pinkovac               | Güssing                          |
| Hornstein                 | Vorištan               | Distretto di Eisenstadt-Umgebung |
| Kaisersdorf               | Kalištrof              | Oberpullendorf                   |
| Klingenbach               | Klimpuh                | Distretto di Eisenstadt-Umgebung |
| Kroatisch Minihof         | Mjenovo                | Oberpullendorf                   |
| Neuberg im Burgenland     | Nova Gora              | Güssing                          |
| Neudorf                   | Novo Selo              | Neusiedl am See                  |
| Nikitsch                  | Filež                  | Oberpullendorf                   |
| Oslip                     | Uzlop                  | Distretto di Eisenstadt-Umgebung |
| Pama                      | Bijelo Selo            | Neusiedl am See                  |
| Parndorf                  | Pandrof                | Neusiedl am See                  |
| Rotenturm an der Pinka    | Verešvar               | Oberwart                         |
| Schachendorf              | Čajta                  | Oberwart                         |
| Schandorf                 | Čemba                  | Oberwart                         |
| Siegendorf                | Cindrof                | Distretto di Eisenstadt-Umgebung |
| Steinbrunn                | Štikapron              | Distretto di Eisenstadt-Umgebung |
| Stinatz                   | Stinjaki               | Güssing                          |
| Trausdorf an der Wulka    | Trajštof               | Distretto di Eisenstadt-Umgebung |
| Weiden bei Rechnitz       | Bandol                 | Oberwart                         |
| Wulkaprodersdorf          | Vulkaprodrštof         | Distretto di Eisenstadt-Umgebung |
| Zagersdorf                | Cogrštof               | Distretto di Eisenstadt-Umgebung |
| Zillingtal                | Celindof               | Distretto di Eisenstadt-Umgebung |

| Controllo di autorità | GND (DE) 7641091-2 |